# Die schwarze Katze (Die drei ???)
Die drei ??? und die schwarze Katze (Originaltitel Alfred Hitchcock and The Three Investigators in The Secret of the Crooked Cat) ist ein US-amerikanischer Jugendkriminalroman von William Arden aus dem Jahr 1970. Es ist der 13. (in der deutschen Zählung der siebte) Band der Reihe Die drei ???. Darin versuchen die jugendlichen Protagonisten Justus Jonas, Peter Shaw und Bob Andrews das Rätsel um schwarze Stoffkatzen in einem Wanderzirkus zu lösen, die ein Verbrecher mit allen Mitteln in seinen Besitz zu bringen versucht. Die Hörspielumsetzung des Labels Europa erschien 1979 als Folge 4.

## Handlung
Für Justus’ Onkel Titus Jonas liefern Justus, Peter und Bob angestrichene Badezuber, die als Ersatz für das Podest bei der Löwen-Dressur in einem Wanderzirkus in der Nähe benötigt werden. Dabei nutzen sie die Gelegenheit, sich etwas auf dem Gelände umzusehen. An einer Schießbude bemerken sie, wie es zu einem Streit kommt und ein Kunde, der sich offenbar um seinen Preis betrogen fühlt, diesen dem Verkäufer entreißt und damit flüchtet. Den gestohlenen Preis, eine schwarze, unheimlich aussehende Stoffkatze, verliert er allerdings auf seiner Flucht.
Die Jungen bringen die Katze zum Stand zurück, wo sie sich mit dem Besitzer, dem in etwa gleichaltrigen Andy Carson, dem Sohn des Zirkusbesitzers, anfreunden. Peter gewinnt die Katze im Schießen. Als er kurz mit Andy weggeht, um neue Preise zu holen, sehen sie, dass der Löwe Radscha sich frei draußen bewegt. Er gilt zwar als harmlos, könnte allerdings eine große Panik unter den Besuchern auslösen. Peter, der durch seinen Vater viel Erfahrung im Umgang mit dressierten Tieren hat, kann den Löwen beruhigen, bis er vom Dompteur zurück in den Käfig gebracht wird. Die Jungen vermuten, dass es sich hierbei um eine Ablenkung gehandelt haben könnte, denn die Katze ist inzwischen nicht mehr aufzufinden. Sie erfahren durch Andy, dass Radschas Freigang nicht der erste Vorfall dieser Art war. In letzter Zeit sei es beim Zirkus immer wieder zu seltsamen Pannen gekommen, die nach Sabotage aussahen, am letzten Auftrittsort brach sogar ein Feuer aus. Andy mutmaßt, dass seine Großmutter damit zu tun haben könnte, weil sie immer sehr dagegen war, dass sich der Junge seinem Vater und dessen Zirkus anschloss. Die drei Detektive vermuten ferner, der Täter müsse jemand der Zirkus-Angehörigen sein, der offenbar genau wusste, dass Radscha harmlos ist. Verdächtig erscheint ihnen vor allem der Kraftmensch Khan, der, so heißt es, eigentlich ein bekannter Zirkus-Artist ist, nun aber unter einem anderen Namen in dem kleinen Zirkus auftritt.
Als Bob durch Zufall eine Zeitungsanzeige entdeckt, mit der – angeblich für einen Kindergarten – schwarze Stoffkatzen wie die von Andys Bude für 25 Dollar gesucht werden, vermuten die Jungen einen Zusammenhang zur gestohlenen Stoffkatze. Mit einer alten Stoffkatze begeben sich Justus, Bob und Andy zu der telefonisch mitgeteilten Anschrift, während Peter weiter den Zirkus im Auge behalten soll. Vor Ort warten bereits viele andere Kinder in der Hoffnung darauf, ihre Stoffkatze zu Geld machen zu können. Der Mann, der die Anzeige aufgab, trägt eine auffällige Tätowierung an den Armen. Andy kann sich jedoch an keinen Mitarbeiter beim Zirkus erinnern, der eine solche hätte. Später beobachten die Jungen, wie der Fremde die wenigen von ihm gekauften Katzen aufschneidet und das Futter durchsucht – allerdings ohne Erfolg. Beim Einstieg in das Haus werden sie in einer Falle eingesperrt. Durch einen Peilsender, den Justus entwickelt hat, kann Peter ihren Aufenthalt herausfinden und sie befreien. Sie entdecken in dem Haus eine Art Zirkuskostüm, dazu Schuhe mit Saugnäpfen. Die Jungen ahnen, dass der Fremde der Katzendieb vom Zirkusgelände ist. Andy äußert den Verdacht, dass sie es mit dem Einzigartigen Gabbo zu tun haben könnten. Dieser war ein Zirkusartist, der als Fliegenmensch in genau einem solchen Kostüm auftrat, dann aber wegen verschiedener krimineller Machenschaften ins Gefängnis kam.
Die Jungen machen sich auf den Weg zu einer Anschrift, die ein Kind dem Mann zuvor genannt hatte, weil sein dort lebender Freund beim Zirkus neulich eine solche Katze als Preis gewonnen hatte. Sie kommen jedoch zu spät, der Fremde mit der Tätowierung ist dort bereits eingebrochen und hat die Stoffkatze gestohlen. Als die betroffene Familie den Vorfall der Polizei meldet, erfahren die drei Jungen, dass die Beschreibung des Fremden genau derjenigen eines aktuell gesuchten Bankräubers entspricht. Sie vermuten, dass sich in den Katzen irgendein Hinweis auf den Aufenthalt der Beute finden muss.
Justus geht davon aus, dass der Verbrecher mit dem Diebstahl der letzten der fünf Katzen nun gefunden hat, was er wollte, und es zu keinen Vorfällen im Zirkus mehr kommen wird. Möglicherweise hat sich der Verbrecher mit seiner Beute auch bereits abgesetzt. Als sie erneut den Zirkus aufsuchen, müssen sie feststellen, dass es wieder zu einer Sabotage gekommen ist. Sie entdecken eine Gestalt bei Andys Wagen, in den eingebrochen wurde, und verfolgen sie. Dabei nehmen Justus und Peter sowie Bob und Andy unterschiedliche Wege, die sie in einen leeren Vergnügungspark führen. Justus und Peter fliehen vor dem plötzlich auftauchenden Kraftmenschen Khan, den sie hinter all den Vorgängen vermuten. Sie verstecken sich schließlich am Ufer in einem Boot, dessen Taue der Verfolger löst, sodass die Jungen von der Küste wegtreiben. Sie gelangen mit Mühe auf die kleine Insel Anapamu vor der Küste und durch den Bau eines notdürftigen Auslegerboots zurück zum Festland.
Dort offenbart Justus, dass es sechs statt wie bisher gedacht fünf Katzen gibt: fünf Katzen vergab Andy als Preise, jedoch war bei dem Brand eine sechste beschädigt worden, die Andy bei Gelegenheit zu reparieren gedachte. Sie begeben sich sofort zum Zirkus, jedoch ist die Katze inzwischen gestohlen worden. Die Polizei riegelt den Zirkus ab, der Täter kann vorerst nicht nach draußen gelangen. Justus gelingt es schließlich, einen der beiden Clowns als den Täter zu überführen, den Andys Vater ohne Zweifel als den Einzigartigen Gabbo erkennt. Auch die Tätowierung war nicht echt, sondern gehörte zur Verkleidung. Die Katze, die er bei sich führte, enthält in ihrem Inneren eine Karte für die Gepäckaufbewahrung, wo die Beute des Bankraubs versteckt wurde. Gabbo wird von der Polizei abgeführt. Es stellt sich heraus, dass Khan inzwischen als Privatdetektiv arbeitet und von Andys Großmutter beauftragt wurde, auf den Jungen aufzupassen. Sie erlaubt Andy durch Khans Bericht, beim Zirkus zu bleiben, und auch Khan will als Artist bleiben.
Später legen die Detektive die Zusammenfassung des Falls Alfred Hitchcock in seinem Büro vor, der sich bereit erklärt, auch diesen Fall als Buch herauszugeben.

## Deutsche Veröffentlichung
In Deutschland erschien der Roman 1971, das dazugehörige Hörspiel 1979 beim Hörspiellabel Europa. Eine Neufassung erschien 2019. Die ursprünglichen Ausgaben trugen noch den Namen und das Konterfei Alfred Hitchcocks, der Schirmherr und Herausgeber der Reihe war. Wegen der in Deutschland 2005 abgelaufenen Lizenz mussten die Bezüge zu Hitchcock in den seither erschienenen Neuauflagen des Romans entfernt werden.
Das Umschlagmotiv wurde von Aiga Rasch entworfen und zeigt den Kopf einer schwarzen Katze, die jedoch – im Gegensatz zu der im Roman beschriebenen, die ein Auge zugekniffen hat – zwei normale Augen besitzt.

## Ausgaben

### Buch
Es erschienen mehrfach Ausgaben als Buch sowie als Hörspiel. Erstmals wurde das Buch 1970 in den USA im Verlag Random House, Inc. veröffentlicht, in Deutschland erschien es 1971 bei der Franckh’schen Verlagshandlung. Weitere Veröffentlichungen folgten, so 1978 und 1997. Broschiert wurde es im Februar 2000 veröffentlicht. Als Taschenbuch wurde es 2003 als Doppelfolgenbuch zusammen mit der Folge Der Super-Wal veröffentlicht. In der Black Edition wurde es 2006 zusammen mit Der Phantomsee und Der tanzende Teufel veröffentlicht.
- William Arden: Alfred Hitchcock: „Die drei ??? Und die schwarze Katze“, Franckh’sche Verlagshandlung, Stuttgart 1971, ISBN 978-3-440-03827-7.
- William Arden: Alfred Hitchcock: „Die drei ??? Und die schwarze Katze“, Kosmos, Stuttgart 2011, ISBN 978-3-440-13151-0.[3]

### Hörspiel
Eine Kompaktkassette wurde am 2. September 1996 und eine CD am 15. Oktober 2001 von Sony Musik veröffentlicht.
2017 wurde eine von André Minninger auf Basis des Original-Buches neu geschriebene Neufassung als interaktives Hörspiel für Vorführungen in Planetarien konzipiert, die 2019 als Stereofassung auf Doppel-CD in den Handel kam. Die Geschichte wurde vorsichtig modernisiert und um einige Gefahrensituationen ergänzt, die im Buch, nicht aber in der Fassung von 1979 vorkommen. Daher ist die Neufassung deutlich länger. Die Charaktere Justus, Peter, Bob und Andy wurden wie 1979 von denselben Personen gesprochen. Als Erzähler fungierte in der Neufassung Thomas Fritsch, Andys Vater Carson wird von Hans Kahlert gesprochen, Gabbo von Manfred Reddemann, Iwan von Urs Affolter, Khan von Klaus Dittmann, Tante Mathilda von Karin Lieneweg und Onkel Titus von Andreas E. Beurmann unter dem Pseudonym Hans Meinhardt.

## Rezeption
Der Zauberspiegel befindet, bei der Fassung von 1979 handele es sich um eine „temporeiche Folge mit kleinen Schwächen“, das Zirkus- und Rummelplatzflair käme allerdings dem Hörspiel zugute.
Sascha Leupold vergleicht in Shortreview Neu- und Altfassung: die meisten Szenen seien „gleich geblieben und versprühen denselben Charme“. Die „durchdachte und geheimnisvolle Geschichte hat nichts an Faszination verloren“ und das gesamte Hörspiel habe seinen ursprünglichen „Charme bewahrt und wurde spannend umgesetzt“. Nach fast 40 Jahren zwischen den beiden Fassungen klängen die Stimmen von Oliver Rohrbeck, Jens Wawrczeck und Andreas Fröhlich reifer, die „frühere kindliche Naivität ist natürlich in den Dialogen nicht mehr möglich, nun sind sie eher emotionaler und gewählter“.